# Rapa das Bestas de Sabucedo
La Rapa das Bestas de Sabucedo és una festa que se celebra a la parròquia de Sabucedo, al municipi gallec d'A Estrada, el primer dissabte, diumenge i dilluns del mes de juliol. Està declarada des de 2007 Festa d'interès turístic internacional.
La rapa das bestas (rapada de les bèsties) consisteix a recollir cavalls salvatges, ficar-los al curro (recinte tancat), tallar-los les crineres i, en l'actualitat, marcar-los amb microxips. És una festa que se celebra a diverses localitats de Galícia, però la de Sabucedo és la més important i coneguda.
Hi ha diverses característiques que diferencien la rapa de Sabucedo de les d'altres localitats. La més important consisteix que no s'utilitzen cordes, pals o altres aparells per reduir a l'animal. Els aloitadores, que són els encarregats de subjectar el cavall mentre se'l rapa, utilitzen només la seva destresa i el seu cos per fer-ho. Una altra característica específica de la rapa das bestas de Sabucedo és que la baixa o activitat d'ajuntar i conduir les bèsties fins a Sabucedo forma part de la pròpia celebració i hi participen centenars de persones.
El dissabte al matí, abans de pujar a la muntanya, se celebra una missa on es demana a Sant Llorenç (màrtir) (San Lourenzo), patró de Sabucedo, que no hi hagi cap accident o desgràcia durant la festa.